# Astragalus kubensis
Astragalus kubensis är en ärtväxtart som beskrevs av Aleksandr Alfonsovitj Grossgejm. Astragalus kubensis ingår i släktet vedlar, och familjen ärtväxter. Inga underarter finns listade i Catalogue of Life.